# Ресавска пећина
Ресавска пећина је заштићени споменик природе и сврстава се у заштићено подручје прве категорије (природна добра националног значаја). Ресавска (Дивљаковачка) пећина је пећина у централној Србији на 20 km од Деспотовца, у кречњачком брду Бабина глава, на ободу крашког поља Дивљаковац, код села Јеловац. Спада међу највеће и најлепше пећине у Србији. Дуга је 4,5 km.

## Идентитет природног добра
Ресавска пећина је једна од најзначајнијих туристичких пећина у Србији. Налази се у источној Србији, Горњој Ресави, Дивљаковачког поља, испод венца Бабине главе а припада територији општине Деспотовац, атар села Јеловац. Од престонице Београда, удаљена је 152 км, од Деспотовца 20 а од села Јеловца око 5 км. Њена надморска висина је 483 м. Површина намењена за заштиту је 10,87 ха и обухвата непосредну околину пећине, на падини која се спушта од 120 метара изнад улаза до дна Дивљаковачке увале. Обухвата 14 и по катастарских парцела.

## Опис природног добра
Ресавска пећина је вишеспратни спелеолошки објекат укупне дужине испитаних канала од око 400 метара и висинске разлике између улаза и најнижег дела пећине (Бобанова дворана) око 30 м. Дужина Ресавске пећине износи 2.800 м, а настала је ерозивним радом некадашњег воденог тока који је био развијен у Дивљачковој ували при вишем стању његовог дна који је понирао на месту данашњег пећинског улаза. Она нема сталан нити повремени водени ток, а активност прокапних вода зависи од падавина на површини терена.
Сви делови пећине, осим Улазне дворане, богати су кристалном калцитном орнаментиком. Заступљене су скоро све врсте пећинских украса китњастих форми од масивних стубова сталагмита и сталактита до малих кадица са перлама на пећинском дну. Поједине групе сталагмита или колонаде добиле си посебно име попут "Кошнице", "Деда и баба", "Породица Тарана", и др.
Након уређивања колоније слепих мишева су напустиле ово пребивалиште. Детаљним истраживањем утврђено је да су у праисторији у њом боравили људи првенствено проналаском, оруђа, клинова и камених врхова копаља. Од 1972. године отворена је за туристичке посете па је тих година достизала посету од око 150.000 људи годишње. Тај број се временом смањивао па је 1990. године пећину посетило 46.000 људи, 1991, 32-33.000 а 1992. 25. 000 људи. Туристичка стаза износи 402 метара, има бетонску подлогу и степениште. Извршена је расвета а на улаз је постављена одговарајућа капија.
У њој се и даље врше истраживања које обухватају:
1. континуирано осматрање микроклиматских чинилаца у пећини (температура и влажност);
2. биолошко истраживање уз праћење присуства слепих мишева у зимском периоду;
3. наставак спелеолошких истраживања најнижих хоризоната пећинских канала (на дну Дивљаковачког поља);
4. флористичку-вегетацију и хидролошко истраживање кришке увале Дивљаковац.

## Заштита
Ресавска пећина је вреднована као природно добро од изузетног значаја те је донет акт о стављању под заштиту од стране Владе Републике Србије на предлог Министарства заштите животне средине. Овај режим заштите обухвата:
- забрану радова и активности у пећини и на заштићеном простору које могу неповољно деловати на морфолошка, хидрографска и микроклиматска обележја пећинских канала;
- забрану изградње стамбених, викенд објеката и објеката за потребе пољопривредне и индустријске производње;
- забрану шумарских, пољопривредних, техничких и земљаних радова који могу нарушити естетске вредности заштићеног простора.

Радови који нису забрањени, као и радови ван заштићеног простора за које се сумња да могу имати лоше последице за заштићен споменик природе, подлеже процедури обезбеђења анализе утицаја и прибављања сагласности и дозвола у складу са законом.

## Историја
За пећину су знали само чобани који су се склањали од невремена са стадима оваца. Један од чобана је открива 1962. године са свилајначким планинарима. Њен изворни назив је био Дивљаковачка пећина по крашком пољу у коме се налази. Детаљно су је испитали новосадски спелеолози, на челу са др. Јованом Петровићем. Радови на уређењу пећине су трајали 10 година. Пећина је званично отворена за посетиоце 22. априла 1972. године. Представља једну од најстарије испитаних пећина, стара је око 80 милиона година, док најстарији накит има 45 милиона година. Дужина пећине је 4.500 метара, од чега је истражено до 2.850 метара, а део за туристички обилазак је дуг око 800 метара.

## Одлике
Температура је константна и износи 7 °C, док влажност ваздуха варира од 80–100%. Старост накита који се налази у пећини процењује се на 45 милиона година. Унутрашњост пећине је богата бројним и разноврсним дворанама, каналима, галеријама, стубовима, сталактитима, сталагмитима, драперијама и окамењеним водопадима. Због богатства и разнобојности накита Ресавску пећину зову још и „Ресавска лепотица“.
Накит пећине почиње од самог улаза који се налази на 485 m надморске висине. Настаје растварањем калцијум карбоната, а боја зависи од минерала кроз који прође вода. Накит се појављује у три боје, а то су црвена, жута и бела. Најдоминантнија је црвена боја која потиче од оксида гвожђа, бела потиче од кристалног калцијума, а жута од примеса глине.
Пећина се простире на четири нивоа, а за туристичке посете су уређени само делови прва два. У горњој галерији обилазе се четири дворане:
- Дворана сраслих стубова или колонада, одмах на улазу, названа тако због жућкастих стубова, од калцита[7], који заузимају простор од пода до таванице, где су сталактити срасли са сталагмитима[8]. Ови занимљиви вертикални облици стене, према научним сазнањима, ломљени су услед сеизмичких потреса, а затим су се током векова поново спајали.[9]
- Дворана кошница са три сталагмита у облику старе кошнице - плетаре[10], које су се некада правиле од прућа и блата.[7] У дворани је је таваница прекривена сталактитима који се још увек формирају. Другу и трећу дворану спаја канал црвених бреча, по чему је Ресавска пећина јединствена. Тај кањонски канал је најсувљи део пећине и ту нема пећинског накита. По средини канала налази се понор Слепи тунел, дужине 25 метара, који је испитан, али није уређен за разгледање. Кањонским каналом стиже се до треће дворане
- Предворја историје, тако назване јер су у њој пронађени камена секира и врхови копља, лобања поларне лисице и огњиште праисторијског човека. Краћим тунелима, који су накнадно пробијен, долази се до Стазе окамењених водопада, и пећинских оргуља, које при сваком додиру сталактита производе различит звук.[11] У њој су и два кристално бела кипа названи Баба и деда. Дужим вештачким тунелом се стиже до следеће дворане[7]
- Кристална дворана је најбогатија пећинским накитом и кристалним формама названим: Обешено јагње, Затвор или Кавез, Стопало слона, Пољубац кроз хиљаду година[8], занимљив случај где фали само један кубни центиметар да би се сталактит и сталагмит спојили, зашта је потребно хиљаду година.[12]

На нижем нивоу налази се доња галерија, чијим је разлагањем и ерозијом кречњачког материјала временом настало неколико посебних дворана, као што је:
- Концертна дворана или Дворана кипова највећа и најлепша, односно главна дворана, на најнижој тачки од 405 мнв и дубини од 80 м, у односу на улазну дворану. Веома је пространа. У централном делу се налази главни носећи стуб висине преко 30 м и пречника око 27 м. Назив дворане потиче од њене акустичности, а ту су и кипови карактеристичних форми који носе посебне називе: мајка са дететом (заштитни знак Ресавске пећине), висок око 12 метара направљен од црвеног сталагмита, осим лица мајке и детета који су од белог кристала, Афродита, криви торањ у Пизи, џамија. Испод ње се налази трећи ниво пећине, који је још увек затворен за посетиоце и у њему је још активна понорница.[8]
- Бобанова дворана налази се иза Концертне дворане и преградног зида Ћеле-куле, чији украси имају облик људских лобања.[7] Добила је име по деветогодишњем дечаку, сину др. Петровића[11], који је први крочио у ову дворану и силазио са спелеолозима, приликом истраживања пећине. У њој се налази три издвојена сталагмита названа Породица Тарана. Иза ове дворане налази се мала галерија названа Менза, са водопадом од белог кристала, коју су спелеолози користили за обедовање.[8]
- Корални канали дворана са формацијама, који подсећају на морске корале[7]
- Блатна дворана или Кепина дворана, по рониоцу и спелеологу Кепи Радаковићу[11], је сиромашна накитом, а на њеним зидовима се налазе наслаге глине.[7]

Ресавска пећина има статус заштићеног споменика природе, укључујући и непосредну околину површине 11 хектара.

## Туризам
Пећина је до сада детаљно истражена у дужини од 2830 m, а за посетиоце је уређено око 800 m.
Кроз пећину посетиоци се крећу спиралном бетонском стазом, која пролази кроз различите дворане на два нивоа (горња и доња галерија). Најнижа тачка до које долазе посетиоци налази се на 405 m надморске висине. Посета пећини траје око 40 минута, а могућа је у периоду од 1. априла до 31. октобра (09—17ч.), а у периоду од 1. новембра до 31. марта (08—16 ч.)
.
По отварању, пећина је имала и преко 200.000 посетилаца годишње. Данас ову пећину обиђе између 40 и 50.000 људи на годишњем нивоу, због чега се сматра једним од најпосећенијих туристичких објеката у Србији.

## Галерија
- Ресавска пећина
- Излаз
- Једна од дворана
- Дворана
- Пећински накит
- Сводови
- Сталагмити
- Сталактити у дворани
- Сталактити
- Слепи миш
- Улаз у дворану
- Улаз
- Сталагмити
- Авантура парк
- Место за одмор
- Улаз
- Траг сталактита
- Украси
- Украси
- Украси